# Bildt
Bildt er en gammel jysk adelsslægt. I 1500-tallet bosatte slægten sig i Bohuslen i Norge. Da dette område i 1658 blev afstået til Sverige, indtrådte slægten i den svenske adelstand.
I 1864 blev en linje af slægten optaget i den svenske friherrelige stand.

## Væsentlige personer af slægten
- Didrik Anders Gillis Bildt (1820-1894) - svensk politiker
- Carl Nils Daniel Bildt (1850-1931) - svensk diplomat
- Nils Daniel Carl Bildt (født 1949) - svensk politiker og diplomat